# ATP-toernooi van Newport
Het ATP-toernooi van Newport (ook bekend als de (Campbell's) Hall of Fame Championships) was een jaarlijks terugkerend tennistoernooi dat in de periode 1976 tot en met 2024 plaatsvond op de grasvelden van de Tennis Hall of Fame in Newport, Rhode Island. Het toernooi werd altijd direct in de week na Wimbledon georganiseerd.
Het toernooi werd jaarlijks in juli gehouden ter gelegenheid van de inhuldiging van de nieuwe leden van de Tennis Hall of Fame, die eveneens in het Newport Casino is gevestigd.
In de periode 1983–1990 vond hier ook het WTA-toernooi van Newport plaats.

## Finales

### Enkelspel
| Datum        | Naam                                          | Categorie    | ($)       | Winnaar                                | Verliezend finalist                    | Uitslag                                | Details                                |
| ------------ | --------------------------------------------- | ------------ | --------- | -------------------------------------- | -------------------------------------- | -------------------------------------- | -------------------------------------- |
| juli 1976    | Hall of Fame Tennis Championships             |              | $ 35.000  | Vijay Amritraj (1)                     | Brian Teacher                          | 6-3, 4-6, 6-3, 6-1                     |                                        |
| juli 1977    | Hall of Fame Tennis Championships             |              | $ 50.000  | Tim Gullikson                          | Hank Pfister                           | 6-4, 6-4, 5-7, 6-2                     |                                        |
| juli 1978    | Hall of Fame Tennis Championships             |              | $ 75.000  | Bernard Mitton                         | John James                             | 6-1, 3-6, 7-6                          |                                        |
| juli 1979    | Hall of Fame Tennis Championships             |              | $ 100.000 | Brian Teacher                          | Stan Smith                             | 1-6, 6-3, 6-4                          |                                        |
| juli 1980    | Hall of Fame Tennis Championships             |              | $ 100.000 | Vijay Amritraj (2)                     | Andrew Pattison                        | 6-1, 5-7, 6-3                          |                                        |
| juli 1981    | Hall of Fame Tennis Championships             |              | $ 100.000 | Johan Kriek                            | Hank Pfister                           | 3-6, 6-3, 7-5                          |                                        |
| juli 1982    | Hall of Fame Tennis Championships             |              | $ 100.000 | Hank Pfister                           | Mike Estep                             | 6-1, 7-5                               |                                        |
| juli 1983    | Hall of Fame Tennis Championships             |              | $ 100.000 | John Fitzgerald                        | Scott Davis                            | 2-6, 6-1, 6-3                          |                                        |
| juli 1984    | Hall of Fame Tennis Championships             |              | $ 100.000 | Vijay Amritraj (3)                     | Tim Mayotte                            | 3-6, 6-4, 6-4                          |                                        |
| juli 1985    | Hall of Fame Tennis Championships             |              | $ 100.000 | Tom Gullikson                          | John Sadri                             | 6-3, 7-5                               |                                        |
| juli 1986    | Hall of Fame Tennis Championships             |              | $ 100.000 | Bill Scanlon                           | Tim Wilkison                           | 7-5, 6-4                               |                                        |
| juli 1987    | Hall of Fame Tennis Championships             |              | $ 100.000 | Dan Goldie                             | Sammy Giammalva Jr.                    | 6-7, 6-4, 6-4                          |                                        |
| juli 1988    | Hall of Fame Tennis Championships             |              | $ 115.000 | Wally Masur                            | Brad Drewett                           | 6-2, 6-1                               |                                        |
| juli 1989    | Hall of Fame Tennis Championships             |              | $ 125.000 | Jim Pugh                               | Peter Lundgren                         | 6-4, 4-6, 6-2                          | Details                                |
| juli 1990    | Hall of Fame Tennis Championships             | World Series | $ 150.000 | Pieter Aldrich                         | Darren Cahill                          | 7-6, 1-6, 6-1                          | Details                                |
| juli 1991    | Hall of Fame Tennis Championships             | World Series | $ 150.000 | Bryan Shelton (1)                      | Javier Frana                           | 3-6, 6-4, 6-4                          | Details                                |
| juli 1992    | Hall of Fame Tennis Championships             | World Series | $ 175.000 | Bryan Shelton (2)                      | Alex Antonitsch                        | 6-4, 6-4                               | Details                                |
| juli 1993    | Hall of Fame Tennis Championships             | World Series | $ 175.000 | Greg Rusedski (1)                      | Javier Frana                           | 7-5, 6-7, 7-6                          | Details                                |
| juli 1994    | Hall of Fame Tennis Championships             | World Series | $ 215.000 | David Wheaton                          | Todd Woodbridge                        | 6-4, 3-6, 7-6                          | Details                                |
| juli 1995    | Hall of Fame Tennis Championships             | World Series | $ 230.000 | David Prinosil                         | David Wheaton                          | 7-6, 5-7, 6-2                          | Details                                |
| juli 1996    | Hall of Fame Tennis Championships             | World Series | $ 230.000 | Nicolás Pereira                        | Grant Stafford                         | 4-6, 6-4, 6-4                          | Details                                |
| juli 1997    | Miller Lite Hall of Fame Tennis Championships | World Series | $ 255.000 | Sargis Sargsian                        | Brett Steven                           | 7-6, 4-6, 7-5                          | Details                                |
| juli 1998    | Miller Lite Hall of Fame Tennis Championships | Int. Series  | $ 300.000 | Leander Paes                           | Neville Godwin                         | 6-3, 6-2                               | Details                                |
| juli 1999    | Miller Lite Hall of Fame Tennis Championships | Int. Series  | $ 320.000 | Chris Woodruff                         | Kenneth Carlsen                        | 6-7, 6-4, 6-4                          | Details                                |
| juli 2000    | Miller Lite Hall of Fame Tennis Championships | Int. Series  | $ 375.000 | Peter Wessels                          | Jens Knippschild                       | 7-6, 6-3                               | Details                                |
| juli 2001    | Miller Lite Hall of Fame Tennis Championships | Int. Series  | $ 400.000 | Neville Godwin                         | Martin Lee                             | 6-1, 6-4                               | Details                                |
| juli 2002    | Miller Lite Hall of Fame Tennis Championships | Int. Series  | $ 400.000 | Taylor Dent                            | James Blake                            | 6-1, 4-6, 6-4                          | Details                                |
| juli 2003    | Miller Lite Hall of Fame Tennis Championships | Int. Series  | $ 380.000 | Robby Ginepri                          | Jürgen Melzer                          | 6-4, 6-7, 6-1                          | Details                                |
| juli 2004    | Campbell's Hall of Fame Championships         | Int. Series  | $ 380.000 | Greg Rusedski (2)                      | Alexander Popp                         | 7-6, 7-6                               | Details                                |
| juli 2005    | Campbell's Hall of Fame Championships         | Int. Series  | $ 380.000 | Greg Rusedski (3)                      | Vincent Spadea                         | 7-6, 2-6, 6-4                          | Details                                |
| juli 2006    | Campbell's Hall of Fame Championships         | Int. Series  | $ 380.000 | Mark Philippoussis                     | Justin Gimelstob                       | 6-3, 7-5                               | Details                                |
| juli 2007    | Campbell's Hall of Fame Championships         | Int. Series  | $ 416.000 | Fabrice Santoro (1)                    | Nicolas Mahut                          | 6-4, 6-4                               | Details                                |
| 13 juli 2008 | Campbell's Hall of Fame Championships         | Int. Series  | $ 385.000 | Fabrice Santoro (2)                    | Prakash Amritraj                       | 6-3, 7-5                               | Details                                |
| 12 juli 2009 | Campbell's Hall of Fame Championships         | ATP 250      | $ 500.000 | Rajeev Ram (1)                         | Sam Querrey                            | 6-7, 7-5, 6-3                          | Details                                |
| 11 juli 2010 | Campbell's Hall of Fame Championships         | ATP 250      | $ 500.000 | Mardy Fish                             | Olivier Rochus                         | 5-7, 6-3, 6-4                          | Details                                |
| 10 juli 2011 | Campbell's Hall of Fame Championships         | ATP 250      | $ 500.000 | John Isner (1)                         | Olivier Rochus                         | 6-3, 7-6                               | Details                                |
| 9 juli 2012  | Campbell's Hall of Fame Championships         | ATP 250      | $ 398.250 | John Isner (2)                         | Lleyton Hewitt                         | 7-6, 6-4                               | Details                                |
| 8 juli 2013  | Hall of Fame Championships                    | ATP 250      | $ 455.775 | Nicolas Mahut                          | Lleyton Hewitt                         | 5-7, 7-5, 6-3                          | Details                                |
| 7 juli 2014  | Hall of Fame Championships                    | ATP 250      | $ 474.005 | Lleyton Hewitt                         | Ivo Karlović                           | 6-3, 6-7, 7-6                          | Details                                |
| 13 juli 2015 | Hall of Fame Championships                    | ATP 250      | $ 488.225 | Rajeev Ram (2)                         | Ivo Karlović                           | 7-6(5), 5-7, 7-6(2)                    | Details                                |
| 11 juli 2016 | Hall of Fame Championships                    | ATP 250      | $ 515.025 | Ivo Karlović                           | Gilles Müller                          | 6-7(2), 7-6(5), 7-6(12)                | Details                                |
| 23 juli 2017 | Hall of Fame Championships                    | ATP 250      | $ 535.625 | John Isner (3)                         | Matthew Ebden                          | 6-3, 7-6(4)                            | Details                                |
| 22 juli 2018 | Hall of Fame Championships                    | ATP 250      | $ 557.050 | Steve Johnson                          | Ramkumar Ramanathan                    | 7-5, 3-6, 6-2                          | Details                                |
| 21 juli 2019 | Hall of Fame Championships                    | ATP 250      | $ 583.585 | John Isner (4)                         | Aleksandr Boeblik                      | 7-6(2), 6-3                            | Details                                |
| 19 juli 2020 | Hall of Fame Championships                    | ATP 250      | $ 604.010 | Geen toernooi wegens de coronapandemie | Geen toernooi wegens de coronapandemie | Geen toernooi wegens de coronapandemie | Geen toernooi wegens de coronapandemie |
| 18 juli 2021 | Hall of Fame Championships                    | ATP 250      | $ 535.535 | Kevin Anderson                         | Jenson Brooksby                        | 7-6(8), 6-4                            | Details                                |
| 17 juli 2022 | Hall of Fame Championships                    | ATP 250      | $ 594.950 | Maxime Cressy                          | Aleksandr Boeblik                      | 2–6, 6–3, 7–6(3)                       | Details                                |
| 23 juli 2023 | Hall of Fame Championships                    | ATP 250      | $ 642.735 | Adrian Mannarino                       | Alex Michelsen                         | 2–6, 6–3, 7–6(3)                       | Details                                |
| 21 juli 2024 | Hall of Fame Championships                    | ATP 250      | $ 661.585 | Marcos Giron                           | Alex Michelsen                         | 6–7(4), 6–3, 7–5                       | Details                                |

### Dubbelspel
| Jaar | Winnaar                                | Verliezend finalisten                     | Uitslag                                |
| ---- | -------------------------------------- | ----------------------------------------- | -------------------------------------- |
| 1977 | Ismail El Shafei Brian Fairlie         | Tim Gullikson Tom Gullikson               | 6–7, 6–3, 7–6                          |
| 1978 | Tim Gullikson Tom Gullikson            | Colin Dibley Bob Giltinan                 | 6–4, 6–4                               |
| 1979 | Bob Lutz Stan Smith                    | John James Chris Kachel                   | 6–4, 7–6                               |
| 1980 | Andrew Pattison Butch Walts            | Fritz Buehning Peter Rennert              | 7–6, 6–4                               |
| 1981 | Brad Drewett Erik van Dillen           | Kevin Curren Billy Martin                 | 6–2, 6–4                               |
| 1982 | Andy Andrews John Sadri                | Syd Ball Rod Frawley                      | 3–6, 7–6, 7–5                          |
| 1983 | Vijay Amritraj John Fitzgerald         | Tim Gullikson Tom Gullikson               | 6–3, 6–4                               |
| 1984 | David Graham Laurie Warder             | Ken Flach Robert Seguso                   | 6–4, 7–6                               |
| 1985 | Peter Doohan Sammy Giammalva Jr.       | Paul Annacone Christo van Rensburg        | 6–1, 6–3                               |
| 1986 | Vijay Amritraj Tim Wilkison            | Eddie Edwards Francisco González          | 4–6, 7–5, 7–6                          |
| 1987 | Dan Goldie Larry Scott                 | Chip Hooper Mike Leach                    | 1–6, 6–3, 7–5                          |
| 1988 | Kelly Jones Peter Lundgren             | Scott Davis Dan Goldie                    | 6–3, 7–6                               |
| 1989 | Patrick Galbraith Brian Garrow         | Neil Broad Stefan Kruger                  | 2–6, 7–5, 6–3                          |
| 1990 | Darren Cahill Mark Kratzmann           | Todd Nelson Bryan Shelton                 | 7–6, 6–2                               |
| 1991 | Gianluca Pozzi Brett Steven (1)        | Javier Frana Bruce Steel                  | 6–4, 6–4                               |
| 1992 | Royce Deppe David Rikl                 | Paul Annacone David Wheaton               | 6–4, 6–4                               |
| 1993 | Javier Frana Christo van Rensburg      | Byron Black Jim Pugh                      | 4–6, 6–1, 7–6                          |
| 1994 | Alex Antonitsch Greg Rusedski          | Kent Kinnear David Wheaton                | 6–4, 3–6, 6–4                          |
| 1995 | Joern Renzenbrink Markus Zoecke        | Paul Kilderry Nuno Marques                | 6–1, 6–2                               |
| 1996 | Marius Barnard Piet Norval             | Paul Kilderry Michael Tebbutt             | 6–7, 6–4, 6–4                          |
| 1997 | Justin Gimelstob Brett Steven (2)      | Kent Kinnear Aleksandar Kitinov           | 6–3, 6–4                               |
| 1998 | Doug Flach Sandon Stolle               | Scott Draper Jason Stoltenberg            | 6–2, 4–6, 7–6                          |
| 1999 | Wayne Arthurs Leander Paes             | Sargis Sargsian Chris Woodruff            | 6–7, 7–6, 6–3                          |
| 2000 | Jonathan Erlich (1) Harel Levy         | Kyle Spencer Mitch Sprengelmeyer          | 7–6, 7–5                               |
| 2001 | Bob Bryan (1) Mike Bryan (1)           | André Sá Glenn Weiner                     | 6–3, 7–5                               |
| 2002 | Bob Bryan (2) Mike Bryan (2)           | Jürgen Melzer Alexander Popp              | 7–5, 6–3                               |
| 2003 | Jordan Kerr (1) David Macpherson       | Julian Knowle Jürgen Melzer               | 7–6, 6–3                               |
| 2004 | Jordan Kerr (2) Jim Thomas (1)         | Grégory Carraz Nicolas Mahut              | 6–3, 6–7, 6–3                          |
| 2005 | Jordan Kerr (3) Jim Thomas (2)         | Graydon Oliver Travis Parrott             | 7–6, 7–6                               |
| 2006 | Robert Kendrick Jürgen Melzer          | Jeff Coetzee Justin Gimelstob             | 7–6, 6–0                               |
| 2007 | Jordan Kerr (4) Jim Thomas (3)         | Nathan Healey Igor Koenitsyn              | 6–3, 7–5                               |
| 2008 | Mardy Fish John Isner                  | Rohan Bopanna Aisam-ul-Haq Qureshi        | 6–4, 7–6                               |
| 2009 | Jordan Kerr (5) Rajeev Ram             | Michael Kohlmann Rogier Wassen            | 6–7, 7–6, [10–6]                       |
| 2010 | Carsten Ball Chris Guccione (1)        | Santiago González Travis Rettenmaier      | 6–3, 6–4                               |
| 2011 | Matthew Ebden Ryan Harrison            | Johan Brunström Adil Shamasdin            | 4–6, 6–3, [10–5]                       |
| 2012 | Santiago González Scott Lipsky         | Colin Fleming Ross Hutchins               | 7–6, 6–3                               |
| 2013 | Nicolas Mahut Édouard Roger-Vasselin   | Tim Smyczek Rhyne Williams                | 6–7, 6–2, [10–5]                       |
| 2014 | Chris Guccione (2) Lleyton Hewitt      | Jonathan Erlich Rajeev Ram                | 7–5, 6–4                               |
| 2015 | Jonathan Marray Aisam-ul-Haq Qureshi   | Nicholas Monroe Mate Pavić                | 4-6, 6-3, [10-8]                       |
| 2016 | Samuel Groth Chris Guccione (3)        | Jonathan Marray Adil Shamasdin            | 6-4, 6-3                               |
| 2017 | Aisam-ul-Haq Qureshi Rajeev Ram        | Matt Reid John-Patrick Smith              | 6-4, 4-6, [10-7]                       |
| 2018 | Jonathan Erlich (2) Artem Sitak        | Marcelo Arévalo Miguel Ángel Reyes-Varela | 6-1, 6-2                               |
| 2019 | Marcel Granollers Serhij Stachovsky    | Marcelo Arévalo Miguel Ángel Reyes-Varela | 6-7(10), 6-4, [13-11]                  |
| 2020 | Geen toernooi wegens de coronapandemie | Geen toernooi wegens de coronapandemie    | Geen toernooi wegens de coronapandemie |
| 2021 | William Blumberg (1) Jack Sock         | Austin Krajicek Vasek Pospisil            | 6-2, 7-6(3)                            |
| 2022 | William Blumberg (2) Steve Johnson     | Raven Klaasen Marcelo Melo                | 6–4, 7–5                               |
| 2023 | Nathaniel Lammons Jackson Withrow      | William Blumberg Max Purcell              | 6–3, 5–7, [10–5]                       |
| 2024 | André Göransson Sem Verbeek            | Robert Cash James Tracy                   | 6–3, 6–4                               |

## Statistieken

### Meeste enkelspeltitels
| Aantal titels | Speler          | Jaren                  |
| ------------- | --------------- | ---------------------- |
| 4             | John Isner      | 2011, 2012, 2017, 2019 |
| 3             | Vijay Amritraj  | 1976, 1980, 1984       |
| 3             | / Greg Rusedski | 1993, 2004, 2005       |
| 2             | Bryan Shelton   | 1991, 1992             |
| 2             | Fabrice Santoro | 2007, 2008             |
| 2             | Rajeev Ram      | 2011, 2015             |

(Bijgewerkt t/m 2024)

### Meeste enkelspeltitels per land
| Aantal titels | Land                |
| ------------- | ------------------- |
| 23            | Verenigde Staten    |
| 5             | Zuid-Afrika         |
| 4             | Australië           |
| 4             | India               |
| 4             | Frankrijk           |
| 2             | Verenigd Koninkrijk |

(Bijgewerkt t/m 2024)

### Enkel- en dubbelspeltitel in hetzelfde jaar
| Tennisser      | Jaar |
| -------------- | ---- |
| Tim Gullikson  | 1977 |
| Rajeev Ram     | 2009 |
| Nicolas Mahut  | 2013 |
| Lleyton Hewitt | 2014 |

1976 · 1977 · 1978 · 1979 · 1980 · 1981 · 1982 · 1983 · 1984 · 1985 · 1986 · 1987 · 1988 · 1989 · 1990 · 1991 · 1992 · 1993 · 1994 · 1995 · 1996 · 1997 · 1998 · 1999 · 2000 · 2001 · 2002 · 2003 · 2004 · 2005 · 2006 · 2007 · 2008 · 2009 · 2010 · 2011 · 2012 · 2013 · 2014 · 2015 · 2016 · 2017 · 2018 · 2019 · 2020 · 2021 · 2022 · 2023 · 2024
ITF-toernooien (mannen en vrouwen)

ATP-toernooien (mannen) – ATP-seizoen 2025

WTA-toernooien (vrouwen) – WTA-seizoen 2025

Voormalige toernooien mannen
Voormalige toernooien vrouwen
Voormalige amateurtoernooien